# Adam Popoviciu
Adam Popoviciu (n. 1885, Cozia, județul Hunedoara – d. 1962, Deva, județul Hunedoara) a fost un deputat în Marea Adunare Națională de la Alba Iulia, organismul legislativ reprezentativ al „tuturor românilor din Transilvania, Banat și Țara Ungurească”, cel care a adoptat hotărârea privind Unirea Transilvaniei cu România, la 1 decembrie 1918 :p. 220.

## Biografie
Adam Popoviciu a făcut școala primară, gimnaziul la Deva, iar între 1905-1906 a urmat cursurile Institutului Pedagogic din Sibiu. A predat la Cozia și Vețel, stabilindu-se ulterior la Deva, unde a funcționat și ca dascăl, dar și ca revizor școlar :p. 220.

## Activitatea politică
Ca deputat în Adunarea Națională din 1 decembrie 1918 a fost delegat al Cercului electoral Deva :p. 220.